# تجميد الأجنة

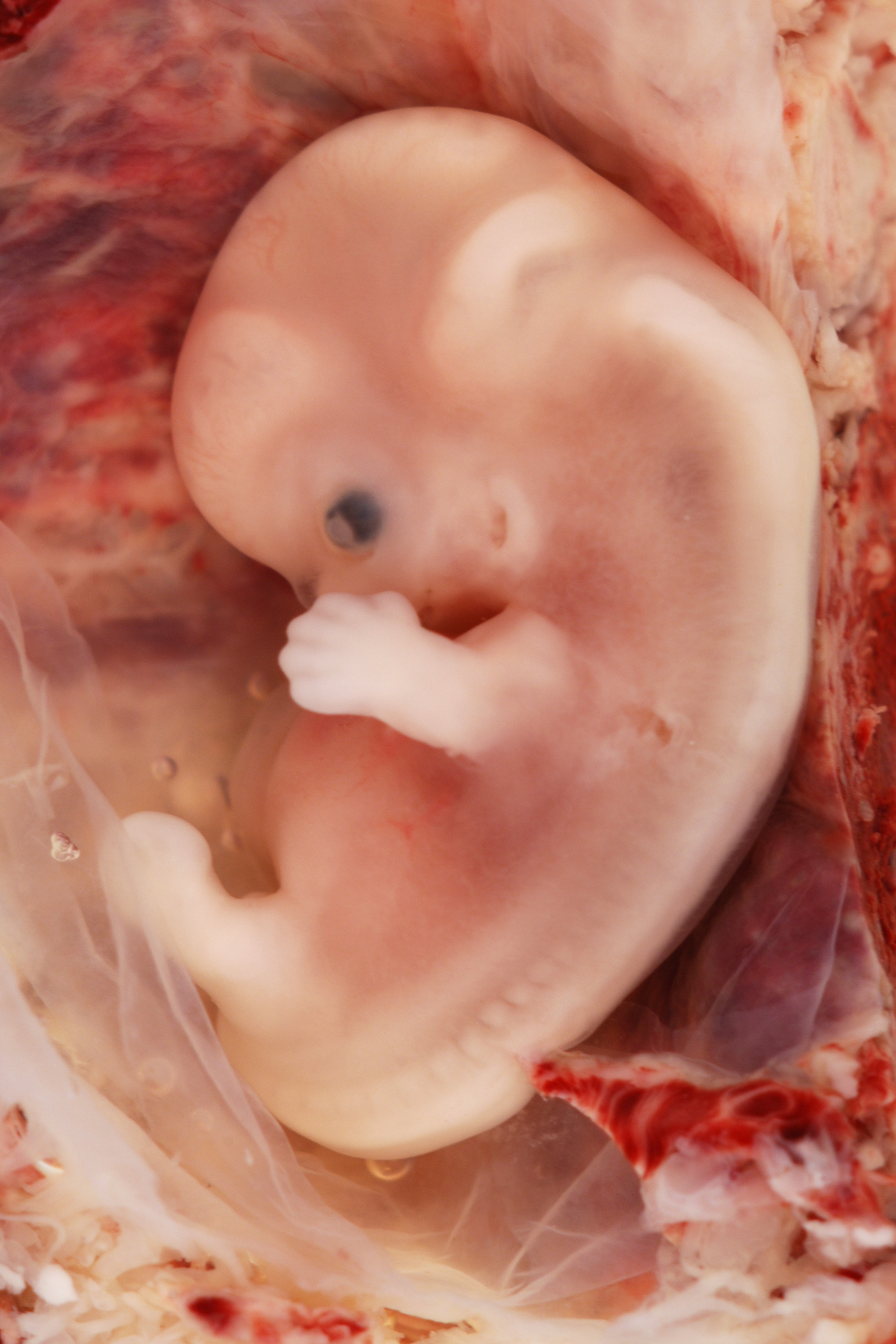

تجميد الأجنة من الأجنة هو عملية الحفاظ على الجنين في درجات حرارة دون الصفر، وعموما في أحد الجنين مرحلة المقابلة إلى ما قبل الزرع، وهذا هو، من الإخصاب إلى الكيسة الأريمية المرحلة.

## المؤشرات
جنين الحفظ بالتبريد هو مفيد للأجنة فائضة بعد دورة من الإخصاب في المختبر، والمرضى الذين يفشلون في تصور قد تصبح حاملا استخدام هذه الأجنة من دون الحاجة إلى الذهاب من خلال دورة IVF كاملة. أو، إذا حدث الحمل، يمكن أن تعود لاحقا لحمل آخر. البويضات الغيار أو الأجنة الناتجة عن علاج الخصوبة يمكن استخدامها لبويضة التبرع أو التبرع الجنين إلى امرأة أو زوجين آخر، ويمكن إنشاء الأجنة وتجميدها وتخزينها خصيصا لنقل والتبرع عن طريق استخدام البيض المانحة و الحيوانات المنوية.

## الطريقة
يتم تنفيذ الجنين الحفظ بالتبريد عموما كعنصر من عناصر الإخصاب في المختبر (والذي يتضمن عموما أيضا فرط المبيض، استرجاع البيض ونقل الأجنة). ويفضل أن يتم الانتهاء من فرط المبيض باستخدام ناهض نرهبدلا من موجهة الغدد التناسلية المشيمية البشرية (hCG) لنضوج البويضة النهائي، لأنه يقلل من خطر متلازمة فرط المبيض مع لا يوجد دليل على وجود اختلاف في معدل ولادة حية (على النقيض من دورات جديدة حيث استخدام نره ناهض لديها معدل ولادة حية السفلي).

التقنيات الرئيسية المستخدمة لجنين الحفظ بالتبريد هي التزجيج مقابل يتباطأ برمجة تجميد (SPF). وتشير الدراسات إلى أن التزجيج هو أعلى أو يساوي SPF من حيث البقاء على قيد الحياة وغرس أسعار الفائدة.
 Vitrification appears to result in decreased risk of ترميم الدنا than slow freezing.

## انتشار
بيانات الاستخدام العالم من الصعب الحصول على بيانات لكن أفيد في دراسة أجريت على 23 دولة التي أجريت تقريبا 42000 نقل المجمدة جنين الإنسان خلال عام 2001 في أوروبا.